# Remington (Wisconsin)
Remington es un pueblo ubicado en el condado de Wood en el estado estadounidense de Wisconsin. En el Censo de 2010 tenía una población de 268 habitantes y una densidad poblacional de 1,45 personas por km².

## Geografía
Remington se encuentra ubicado en las coordenadas 44°17′43″N 90°12′8″O / 44.29528, -90.20222. Según la Oficina del Censo de los Estados Unidos, Remington tiene una superficie total de 185.17 km², de la cual 179.74 km² corresponden a tierra firme y (2.93%) 5.43 km² es agua.

## Demografía
Según el censo de 2010, había 268 personas residiendo en Remington. La densidad de población era de 1,45 hab./km². De los 268 habitantes, Remington estaba compuesto por el 92.16% blancos, el 0.75% eran afroamericanos, el 0.75% eran amerindios, el 4.1% eran asiáticos, el 0% eran isleños del Pacífico, el 0% eran de otras razas y el 2.24% pertenecían a dos o más razas. Del total de la población el 0.37% eran hispanos o latinos de cualquier raza.